# NHL (1922/1923)
Sezon NHL 1922-1923 był szóstym sezonem ligi National Hockey League. 4 zespoły rozegrały po 24 mecze. Mistrzostwo NHL zdobyła drużyna Ottawa Senators, a Puchar Stanleya zdobyła również drużyna Ottawa Senators.

## Sezon zasadniczy
M = Mecze, W = Wygrane, P = Przegrane, R = Remisy, PKT = Punkty, GZ = Gole Zdobyte, GS = Gole Stracone, KwM = Kary w minutach
| Drużyna              | M  | W  | P  | R | PKT | GZ | GS  | KwM |
| -------------------- | -- | -- | -- | - | --- | -- | --- | --- |
| Ottawa Senators      | 24 | 14 | 9  | 1 | 29  | 77 | 54  | 188 |
| Montreal Canadiens   | 24 | 13 | 9  | 2 | 28  | 73 | 61  | 174 |
| Toronto St. Patricks | 24 | 13 | 10 | 1 | 27  | 82 | 88  | 200 |
| Hamilton Tigers      | 24 | 6  | 18 | 0 | 12  | 81 | 100 | 182 |

### Najlepsi strzelcy
| Zawodnik       | Drużyna              | Mecze | Bramki | Asysty | Punkty |
| -------------- | -------------------- | ----- | ------ | ------ | ------ |
| Babe Dye       | Toronto St. Patricks | 22    | 26     | 11     | 37     |
| Cy Denneny     | Ottawa Senators      | 24    | 23     | 11     | 34     |
| Billy Boucher  | Montreal Canadiens   | 24    | 24     | 7      | 31     |
| Jack Adams     | Toronto St. Patricks | 23    | 19     | 9      | 28     |
| Mickey Roach   | Hamilton Tigers      | 24    | 17     | 10     | 27     |
| Odie Cleghorn  | Montreal Canadiens   | 24    | 19     | 6      | 25     |
| George Boucher | Ottawa Senators      | 24    | 14     | 9      | 23     |
| Reg Noble      | Toronto St. Patricks | 24    | 12     | 11     | 23     |
| Cully Wilson   | Hamilton Tigers      | 23    | 16     | 5      | 21     |
| Aurel Joliat   | Montreal Canadiens   | 24    | 12     | 9      | 21     |

## Playoffs

### Mistrzostwo NHL
Montreal Canadiens – Ottawa Senators
| Data    | Drużyna            | Bramki | Drużyna            | Bramka |
| ------- | ------------------ | ------ | ------------------ | ------ |
| Marca 7 | Montreal Canadiens | 0      | Ottawa Senators    | 2      |
| Marca 9 | Ottawa Senators    | 1      | Montreal Canadiens | 2      |

Ottawa wygrała 3-2

### Finał Pucharu Stanleya
Ottawa Senators vs. Vancouver Maroons
| Data     | Wyjazd          | Bramki | Dom               | Bramki |
| -------- | --------------- | ------ | ----------------- | ------ |
| Marca 16 | Ottawa Senators | 1      | Vancouver Maroons | 0      |
| Marca 19 | Ottawa Senators | 1      | Vancouver Maroons | 4      |
| Marca 23 | Ottawa Senators | 3      | Vancouver Maroons | 2      |
| Marca 26 | Ottawa Senators | 5      | Vancouver Maroons | 1      |

Ottawa wygrała 3-1
Ottawa Senators – Edmonton Eskimos
| Data     | Wyjazd          | Bramki | Dom              | Bramki | Dodatkowe   |
| -------- | --------------- | ------ | ---------------- | ------ | ----------- |
| Marca 29 | Ottawa Senators | 2      | Edmonton Eskimos | 1      | Po dogrywce |
| Marca 31 | Ottawa Senators | 1      | Edmonton Eskimos | 0      |             |

Ottawa wygrała 2-0 i zdobyła Puchar Stanleya